# Euthalia cordata
Euthalia cordata är en fjärilsart som beskrevs av Gustav Weymer 1887. Euthalia cordata ingår i släktet Euthalia och familjen praktfjärilar. Inga underarter finns listade i Catalogue of Life.